# 上野検車区
上野検車区（うえのけんしゃく）は、東京都台東区東上野4丁目にある東京地下鉄（東京メトロ）の車両基地である。銀座線の車両が所属している。
銀座線車両の列車検査・月検査と修繕、営業線対応（故障対応）を実施しているほか、車両清掃（洗浄作業台を設置）を行っている。車輪転削と重要部検査（全般検査）は赤坂見附駅の連絡線を介して、丸ノ内線中野車両基地で実施している。

## 設備
地下の上野駅とは入出庫線（地下トンネル部 227.99 m、地上部が78.33 m。延長306.32 m）で繋がっており、途中には地上部と地下部への分岐点がある。地上部への入出庫線には55 ‰の急勾配がある。
構内地上部には機材線（保線車両留置線）が敷設されている。
- 車両留置能力
  - 地上部 - 6両編成7本（42両） - 手洗浄線 2本（1・2番線）、留置線 3本（3 - 5番線）、検査線（検査庫内、6・7番線）が並ぶ[1]。主に6番線が列車検査、7番線が月検査に使用されるが、4番線を列車検査に使用する場合もある[1]。
  - 地下部 - 6両編成13本（78両） - 手前が留置線A地区（13A - 17A番線）、奥が留置線B地区（11・12・13B - 17B・18番線）に分かれている。13B - 15B番線は列車検査に使用する場合もある[1]。17B・18番線は2017年度に床下点検用のピットが新設された[1]。

## 歴史
1927年（昭和2年）12月、東京地下鉄道によって上野電車庫として発足した。当時は工場業務と検車区業務を行っていた。本車庫の用地は、関東大震災後の首都復興事業の中、区画整理の一環として容易に取得されている。
操業当初の上野電車庫の敷地は2,439 坪（8062.81 m2）で、車両数は10両、検査担当は22人、敷地内にはピット線が2線、洗浄線、可搬式ジャッキが数基ある規模であった。
当初の計画では、本車庫は一時的なものとし、将来の郊外延伸時には新たな車両基地を建設することを想定していた。このため、最初の開業時にはトラバーサーを使用して1両ずつ留置するというものであった。若干の改良は加えられたが、昭和30年代まではこの状態で使用されていた。
しかし、戦後は銀座線の乗客数が年々増加し、開設当初の状態では度重なる輸送力増強への対応ができなくなっていた。このため、1963年（昭和38年）5月に工場設備を廃止し、さらに従来の車庫設備を撤去して全面的な改築を行った。この設備は1968年（昭和43年）3月29日に完成し、地下に6両編成13本収容の留置線を設け、さらに地上部は6両編成が留置可能な設備に一新した。この状態が、現在のものである。
2000年（平成12年）3月には本検車区と渋谷検車区を統合し、渋谷検車区は上野検車区渋谷分室となったが、2001年（平成13年）6月に上野検車区渋谷分室の組織は廃止された（車庫設備は残る）。

### 沿革
- 1927年（昭和2年）12月 - 東京地下鉄道の上野電車庫として発足[3]。
- 1941年（昭和16年）9月1日 - 帝都高速度交通営団（営団地下鉄）発足に伴い、営団地下鉄の「上野電車庫」となる[7]。
- 1943年（昭和18年）10月 - 組織変更により、上野電車区・上野車輛工場となる[7]。
- 1945年（昭和20年）8月 - 上野電車区・上野車両工場に改称[7]。
- 1946年（昭和21年）6月 - 組織変更により、上野車両工場に統合される[7]。
- 1958年（昭和33年）2月1日 - 組織変更により、上野検車区・上野工場に再度分割される[7]。
- 1961年（昭和36年）12月 - 浅草駅終端部留置線を使用して上野検車区浅草支区発足[8]。
- 1963年（昭和38年）5月 - 上野工場廃止[7]。
- 1965年（昭和40年）3月　上野検車区浅草支区廃止[8]。
- 1965年（昭和40年）11月 - 上野検車区の地下車庫設備の建設工事に着手[5]。
- 1968年（昭和43年）3月29日 - 3年の歳月を経て地下車庫設備が完成する[5]。地上と地下の2層構造となる。
- 2000年（平成12年）3月24日 - 渋谷検車区を統合し上野検車区渋谷分室とする[6]。
- 2001年（平成13年）6月22日 - 上野検車区渋谷分室を廃止し上野検車区へ完全統一[6]。渋谷分室で実施していた列車検査を上野検車区に移管[1]。

## 配置車両
- 1000系 - 6両編成×40本（240両）

## 浅草駅構内の留置線について
1957年（昭和32年）の銀座線輸送力増強計画において、車両増備に対応するために浅草駅構内に3本の留置線を設置することを決定した。そして、1968年（昭和33年）11月8日には浅草駅構内終端部を延長して、同駅の奥に6両編成3本が留置可能な留置線が完成した。
この留置線を使用し、1961年（昭和36年）12月から1965年（昭和40年）3月にかけて上野検車区浅草支区が設置された。これは上野検車区の車庫拡張工事に伴い、従来の検査設備が使用できなくなることから、拡張工事完成までの一時的な検査場所として使用された。ここでは交番検査（15日以内に実施する検査・現在は廃止）および毎日検査（当時・現在は10日以内に実施する列車検査）を実施していた。
現場は浅草駅ホーム端から入るものであったが、照明は暗く、足場も悪く、埃をかぶったトンネルであった。検車区施設とはいったものの、とても検査場と呼べるほどの設備ではなかった。

## その他

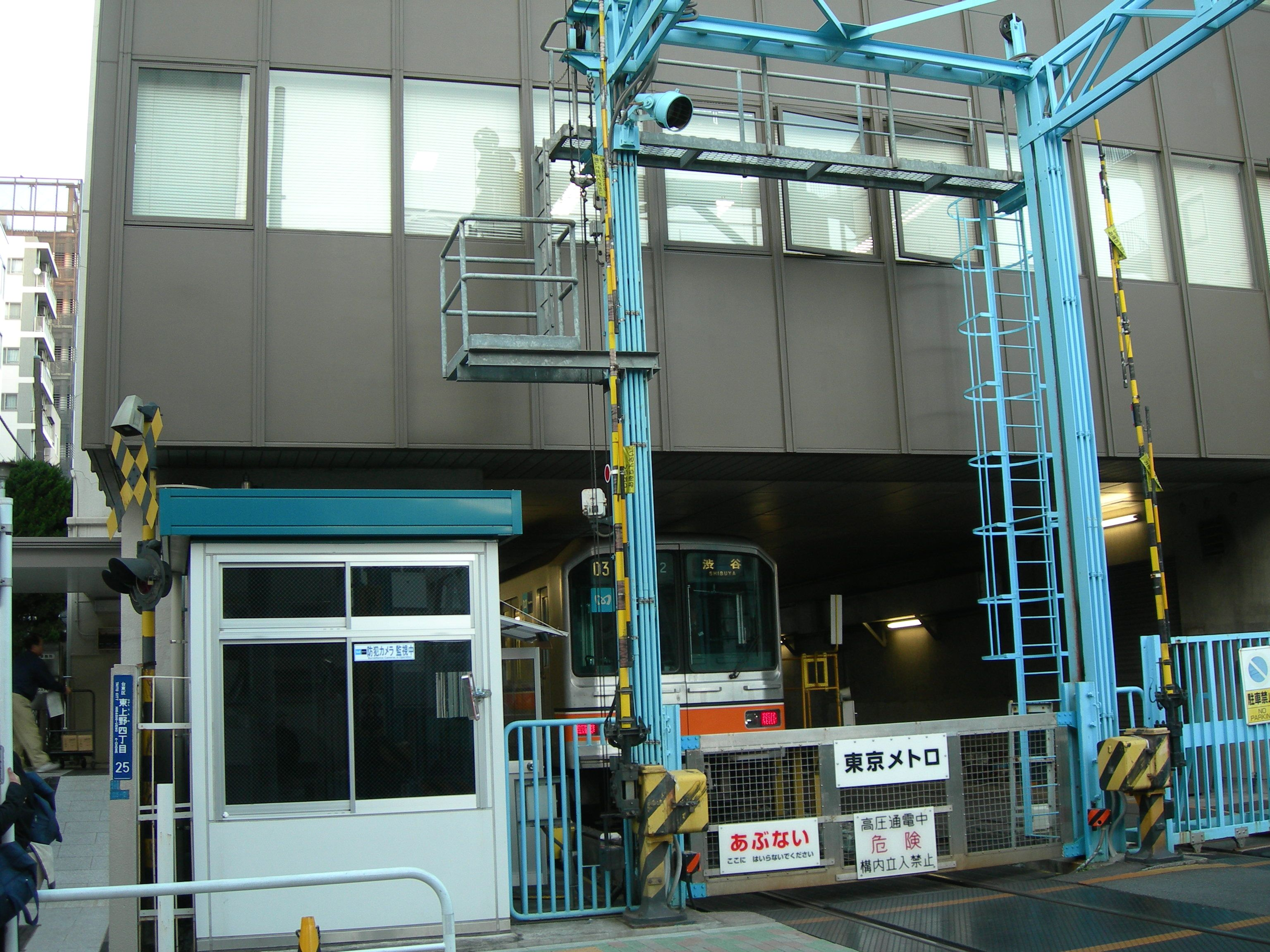
検車区入口にある軌道遮断式踏切

- 上野検車区地上部の出入庫線には公道との踏切があり、第三軌条による感電事故防止のため軌道遮断式（列車優先ではなく車両や歩行者優先）となっている[1]。日本の地下鉄における軌道遮断式踏切はもちろん、地下鉄線の公道との踏切もここのみであり[11]、軌道側の遮断が自動であるのもここだけである。軌道遮断式踏切は日本国外に多数存在し、日本であれば阪神電気鉄道本線の武庫川信号場内にも存在するが、これは手動式であり、同様のものは他にも運転本数が少ない引き込み線や専用線などに、いくつか存在する。
  - 7番線から折り返した機材線が踏切と並行して公道を横切っているが、この部分に踏切はなく横断時は作業員が交通遮断を行う[1]。この機材線に隣接して東京地下鉄のビルがあり、保守管理を行う銀座線工務区・電機区・信通区と上野変電区が入居している[12]。

### 車両搬入
- かつては当車両基地から車両搬入が行われていた[13]。東京高速鉄道製造の100形30両以外、1927年（昭和2年）製造の東京地下鉄道1000形から1959年（昭和34年）製造の営団地下鉄2000形1次車まで117両がトラクターによる道路輸送により搬入されていた[13][14]。ただし、2000形4次車（2・3次車は記載なし）は小石川車両基地に搬入されたほか[15]、1968年（昭和43年）製造の1500N形以降（01系含む）の車両搬入は、中野車両基地より行われている[13]。
- 新車搬入は基本的に製造メーカーから甲種輸送で川崎貨物駅まで輸送され、そこからトレーラートラックで道路輸送により中野車両基地まで運ばれる（東急車輌製造製はメーカーから直接トレーラートラックで輸送）。そして、受取検査等を経て銀座線まで回送される。廃車の際には中野車両基地まで回送され、2000形・1500N形までは中野工場で解体されていたが、01系ではトレーラートラックで道路輸送により解体場まで運搬された。